# 亞納科查湖 (卡爾瓦馬約區)
10°51′40″S 75°59′25″W / 10.86111°S 75.99028°W
亞納科查湖（Yanaqucha），是秘魯的湖泊，位於該國中部胡寧大區，由胡寧省的卡爾瓦馬約區負責管轄，該湖泊處於亞納希爾卡山以北地區。